# 鲍尔陶扎尔·拉约什
鲍尔陶扎尔·拉约什（匈牙利語：Balthazár Lajos，1921年6月30日—1995年2月1日），匈牙利男子击剑运动员。他曾代表匈牙利参加1948年、1952年和1956年夏季奥林匹克运动会击剑比赛，获得一枚银牌。